# جيانلوكا لورنتي
جيانلوكا لورنتي هو لاعب كرة قدم إيطالي في مركز الوسط، ولد في 14 أبريل 1990 في فرارة في إيطاليا.

## وصلات خارجية
- جيانلوكا لورنتي على موقع قاعدة بيانات كرة القدم.إي يو (الإنجليزية)
- جيانلوكا لورنتي على موقع Soccerway.com (الإنجليزية)
- جيانلوكا لورنتي على موقع عالم كرة القدم.نت (الإنجليزية)